# نورس دیلند (فلوریدا)
نورس دیلند (به انگلیسی: North DeLand) یک منطقهٔ مسکونی در ایالات متحده آمریکا است که در شهرستان ولوسیا، فلوریدا واقع شده‌است. نورس دیلند ۱٫۴ کیلومتر مربع مساحت و ۱٬۴۵۰ نفر جمعیت دارد و ۲۴ متر بالاتر از سطح دریا واقع شده‌است.